# Totò
Totò (uitspr.: [toˈtɔ]), pseudoniem van Antonio Griffo Focas Flavio Angelo Ducas Comneno Porfirogenito Gagliardi De Curtis di Bisanzio (Napels, 15 februari 1898 - Rome, 15 april 1967), was een Italiaans acteur, komiek, dichter, scenarioschrijver en toneelschrijver. Daarnaast deed hij aan pantomime en vaudeville.
Totò werd geboren als Antonio Clemente, onwettige zoon van Anna Clemente en markies Giuseppe De Curtis. Zijn eerste filmrol kreeg hij in 1937 in Fermo con le mani. Tegen het begin van de jaren 40 en 50 was Totò een van de populairste acteurs van Italië geworden. Hij werkte dikwijls samen met regisseurs als Mario Monicelli, Pier Paolo Pasolini, Vittorio De Sica en Eduardo De Filippo.
Totò stierf in 1967, op 69-jarige leeftijd, in Rome aan de gevolgen van een hartinfarct.

## Filmografie
- Fermo con le mani! (1937)
- Animali pazzi (1939)
- San Giovanni decollato (1940)
- L'allegro fantasma (1941)
- Due cuori fra le belve (1943)
- Il ratto delle Sabine (1945)
- I due orfanelli (1947)
- Fifa e arena (1948)
- Totò al giro d'Italia (1948)
- I pompieri di Viggiù (1949)
- Yvonne la nuit (1949)
- Totò cerca casa (1949)
- L'imperatore di Capri (1949)
- Totò le Mokò (1949)
- Totò cerca moglie (1950)
- Napoli milionaria (1950)
- Figaro qua, Figaro là (1950)
- Tototarzan (1950)
- Le sei mogli di Barbablù (1950)
- Totò sceicco (1950)
- 47 morto che parla (1950)
- Totò terzo uomo (1951)
- Sette ore di guai (1951)
- Guardie e ladri (1951)
- Totò a colori (1952)
- Totò e i re di Roma (1952)
- Totò e le donne (1952)
- L'uomo, la bestia e la virtù (1953)
- Una di quelle (1953)
- Un turco napoletano (1953)
- Il più comico spettacolo del mondo (1953)
- Questa è la vita (1954)
- Dov'è la libertà? (1954)
- Tempi nostri - Zibaldone n. 2 (1954)
- Miseria e nobiltà (1954)
- I tre ladri (1954)
- Il medico dei pazzi (1954)
- Totò cerca pace (1954)
- L'oro di Napoli (1954)
- Totò e Carolina (1954)
- Totò all'inferno (1955)
- Siamo uomini o caporali? (1955)
- Racconti romani (1955)
- Destinazione Piovarolo (1955)
- Il coraggio (1955)
- La banda degli onesti (1956)
- Totò, lascia o raddoppia? (1956)
- Totò, Peppino e la... malafemmina (1956)
- Totò, Peppino e i fuorilegge (1956)
- Totò, Vittorio e la dottoressa (1957)
- Totò e Marcellino (1958)
- Totò, Peppino e le fanatiche (1958)
- Gambe d'oro (1958)
- I soliti ignoti (1958)
- La legge è legge (1958)
- Totò a Parigi (1958)
- Totò nella luna (1958)
- Totò, Eva e il pennello proibito (1959)
- I tartassati (1959)
- I ladri (1959)
- La cambiale (1959)
- Arrangiatevi! (1959)
- Noi duri (1960)
- Signori si nasce (1960)
- Totò, Fabrizi e i giovani d'oggi (1960)
- Letto a tre piazze (1960)
- Risate di gioia (1960)
- Chi si ferma è perduto (1960)
- Totò, Peppino e...la dolce vita (1961)
- Sua Eccellenza si fermò a mangiare (1961)
- Totòtruffa 62 (1961)
- I due marescialli (1961)
- Totò contro Maciste (1962)
- Totò diabolicus (1962)
- Totò e Peppino divisi a Berlino (1962)
- Lo smemorato di Collegno (1962)
- Totò di notte n. 1 (1962)
- I due colonnelli (1962)
- Il giorno più corto (1963)
- Totò contro i quattro (1963)
- Il monaco di Monza (1963)
- Totò e Cleopatra (1963)
- Le motorizzate (1963)
- Totò sexy (1963)
- Gli onorevoli (1963)
- Il comandante (1963)
- Le belle famiglie (1964)
- Che fine ha fatto Totò Baby? (1964)
- Totò contro il pirata nero (1964)
- Totò d'Arabia (1965)
- Gli amanti latini (1965)
- La mandragola (1965)
- Rita, la figlia americana (1965)
- Uccellacci e uccellini (1966)
- Operazione San Gennaro (1966)
- Le streghe (1966)
- Capriccio all'italiana (1968)

## Prijzen en nominatie

### Prijzen
- 1952 - Guardie e ladri: Nastro d'argento voor beste acteur
- 1966 - Uccellacci e uccellini: Globo d'oro voor beste acteur
- 1967 - Uccellacci e uccellini: Nastro d'argento voor beste acteur

### Nominatie
- 1965 - La mandragola: Nastro d'argento voor beste acteur in een bijrol